# Сембей

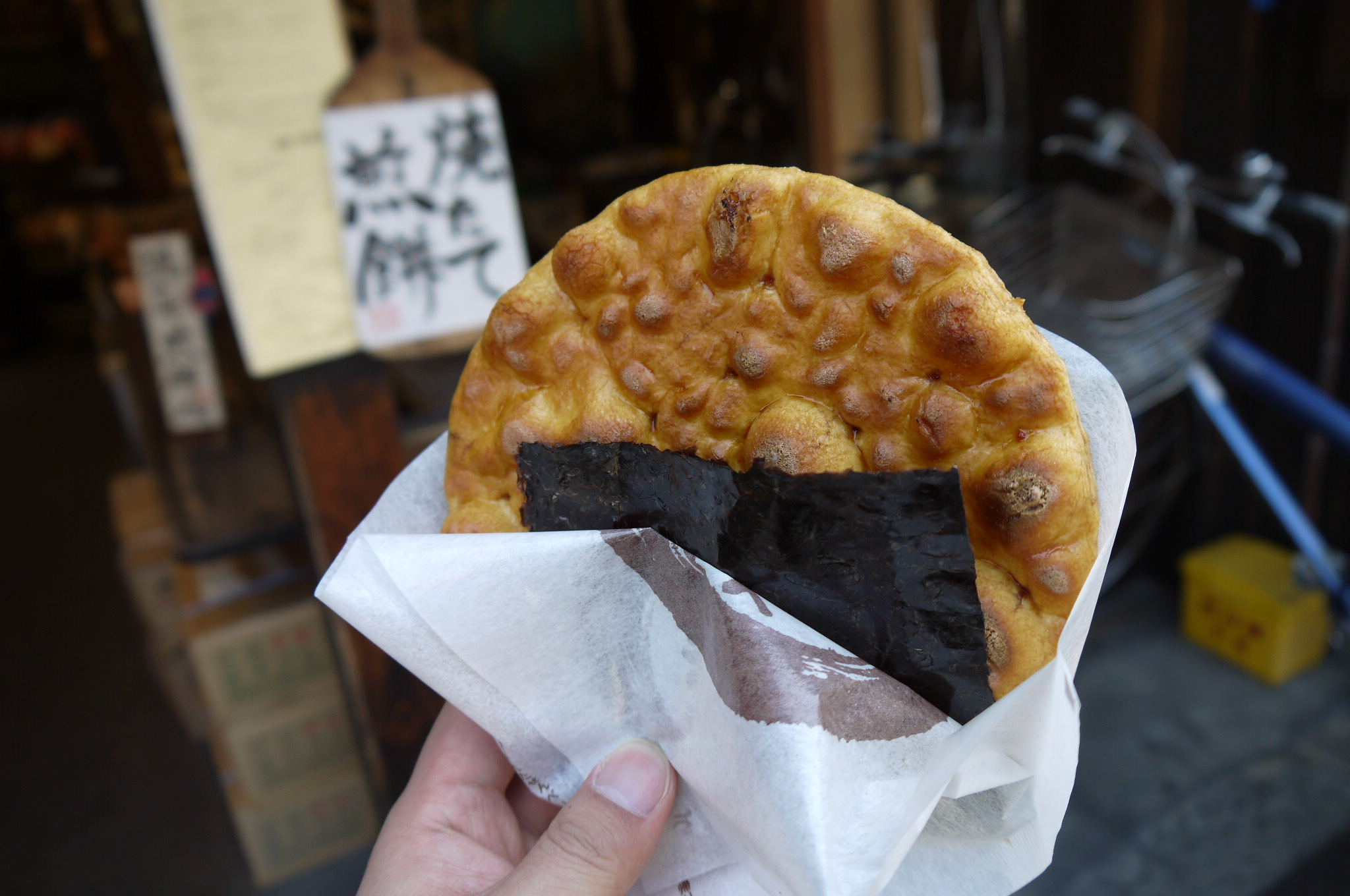
Смажені рисів'яники (сембеї)

Сембей, сембе, сенбей (яп. 煎餅, せんべい, МФА: [sembei̯]) — японське сухе печиво. Різновид традиційних японських солодощів. Аналог крекерів. Виготовляється з рису, до якого додають суміш з пшеничного борошна, яйця, цукру, води. Тісто роблять тонким і підсмажують, традиційно на вугіллі, додаючи соєвий соус або сіль. Звідси назва — смажені мочі. Інколи може бути обгорнутим шаром їстівних водоростей (норі). Має різні форми, розміри і аромати. Зазвичай, подається на десерт разом із чаєм. Часто пропонується гостям вдома у рамках ввічливості.

## Опис
В Китаї для запису назви цієї страви формально використовують ієрогліфи 煎饼, які читаються як jiānbǐng. Існують також окремі сорти — Шаньдунський і Тяньцзінський. Хоча насправді це інша страва, ніж в Японії. У Китаї сембей більше нагадують врапи і млинці, схожі на окономіякі, в той час як у Японії вони тверді (не гнучкі) і по розмірах більше відповідають швидкій закусці ніж повноцінній їжі. Тим не менше, крекери, схожі на японські сембей, в сучасному Китаї також є. Їх сучасна китайська назва — 仙贝(або 鲜贝) (пін. Xianbei), яка відображає японську вимову «Senbei» (煎饼).
Солодке печиво (甘味煎饼) потрапило в Японію в період династії Тан; перше його задокументоване споживання припадає на 737 рік н. е., і вони до сьогодні дуже схожі на традиційні стилі цієї страви періоду Тан, які спочатку випікалися в районі Кансай, і містять у собі традиційні сембей в формі «черепиці». Вони містять такі інгредієнти, як картопля і пшеничне борошно або клейкий рис, і схожі на торти кастела (і помітно відрізняються від того, що більшість людей сьогодні називають мочі).
Мочі стали популярними у період Едо. Їх приправляли соленим соєвим соусом.
Є декілька типів традиційних мочі. Вони поділяються на дві категорії: солодкі (понад 15 видів) і висові (米果煎饼). Є також рибні (魚せんべい), лотосові (莲根煎饼) й кісткові (骨 せんべい).
Сучасні їх варіанти різноманітні. Вони можуть включати різні ароматизатори, від кімчі до васабі і від каррі до шоколаду. У Кансаю, як правило, включають клейкий рис і не дуже сильно приправлені і невибагливі до зовнішнього вигляду (Saku Saku). Сембей з Канто першочергово базувались на урусімаї, без клейкого рису, і вони мають тенденцію бути більш хрусткими (kari kari) і сильно приправленими.